# Ernst Nilsson
Ernst Theodor Vilhelm Nilsson  (22. september 1901 i København-6. januar 1977 på Nørrebro i København) var en dansk fodboldspiller.
I sin klubkarriere spillede Ernst Nilsson i B.1903 og vandt det danske mesterskab med 1920, 1924 og 1926. 
Ernst Nilsson spillede i perioden 1920-1937 40 A-landskampe for Danmark deraf de sidste fire som anfører og scorede otte mål. Han var den første dansker som blev udvist i en landskamp, det var mod Norge 1928.
Ernst Nilsson havde en rolle som dansk landsholdsspiller i Per-Axel Branners svenske langfilm Hans livs match (1932)